# Смъртта играе шах
„Смъртта играе шах“ (на шведски: Döden spelar schack) е монументална живопис в църквата в Тебю, Швеция. Създадена е около 1480 – 1490 г. от шведския средновековен художник Албертус Пиктор.
Художникът е роден с името Албрехт Манхусен в село около Хесен. Той е един от най-значимите шведски средновековни художници. Неговите произведения представляват неповторима комбинация от качество и количество. Изографисал е 36 църкви в Малардален и Норботен. Това го откроява като най-активния творец в шведската църковна живопис през втората половина на XV век. Различава се от другите творци от същия период със своето ярко изразяване. Живописта му обхваща необичайна широта и многообразие в техническо изпълнение. Стенописът представя как рицар играе на шах със смъртта. Умело изобразява фигурите с точни анатомични пропорции, като ги комбинира с дрехи и оръжия, което придава сравнително реалистична визия. Предполага се, че Албертус получава образованието си в южната част на Германия.
Стенописът вдъхновява Ингмар Бергман да създаде филма „Седмият печат“ през 1957 г.
Копие на стенописа се съхранява във фонда на Шведския исторически музей в Стокхолм.